# Jean Guillou (officier de marine)
Pour les articles homonymes, voir Jean Guillou et Guillou.
Jean Guillou, né le 20 mars 1915 à Nozay (Loire-Atlantique) et mort le 7 septembre 2014 à Toulon, est un officier de marine français.

## Biographie
Lieutenant de vaisseau en 1943, il part aux États-Unis en septembre de la même année. Là, il est affecté sur le destroyer d'escorte Somali en construction à Wilmington (Delaware), avant de participer au débarquement de Provence en août 1944.

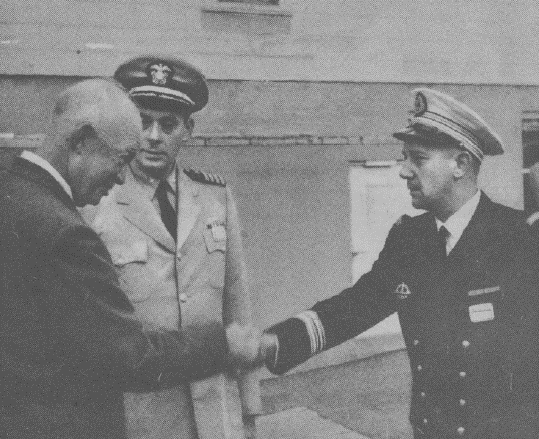
Le président Eisenhower, rencontrant le capitaine de frégate Jean Guillou, le 15 février 1958. En arrière-plan, Richard G. Colbert.

Commandant du sous-marin Rubis de 1946 à 1948, il est désigné le 15 juillet 1948 comme observateur de l'ONU en Palestine, à l'occasion de la bataille de Jérusalem.
Capitaine de corvette en 1951, il est affecté en 1956 à l'état-major de l'amiral Barjot et participe à l’opération de Suez.
Capitaine de frégate en 1957, il rejoint la promotion 1957-58 du Naval Command Course, filiale nouvellement crée par l'US Navy au sein du Naval War College,. Puis commande de 1959 à 1960 la première escadrille de sous-marins à Toulon.
Capitaine de vaisseau en 1962, il commande du 23 septembre 1964 au 5 septembre 1967 l’Ecole d’Application Militaire de l’Energie Atomique (EAMEA) de Cherbourg, puis le Centre d’Instruction Naval (CIN) de Saint-Mandrier de septembre 1967 à octobre 1968.
Contre-amiral en 1968, il commande le Centre d’Entrainement de la Flotte (CEF) d'octobre 1968 à septembre 1970, avec sa marque sur le bâtiment de ligne Jean Bart, en remplacement du contre-amiral René Sabatier de Lachadenède. A plusieurs reprises, en 1969 et 1970, les chefs d’état-major font appel à lui pour les accompagner lors de visites protocolaires avec les autorités soviétiques.
Vice-amiral en octobre 1971, il est adjoint au préfet maritime de la deuxième région (Brest), Henri Rousselot, de septembre 1970 à février 1972.
Vice-amiral d'escadre en 1973, il commande l'escadre de l'Atlantique de février 1972 à mai 1974, avec sa marque sur le croiseur Colbert. Grâce à ses efforts conjoints avec l'amiral Richard G. Colbert, un important exercice naval franco-américain a lieu au large des États-Unis en 1973,,.
Président de la commission permanente des essais des bâtiments de la flotte ,,, il est membre du conseil supérieur de la marine pour 1974.
En 1975, après 41 ans de service, dont 26 ans à la mer, il est versé dans la deuxième section des officiers généraux de la marine.
Ses liens avec la Russie permirent le jumelage historique de Toulon avec Kronstadt en 1996. Outre le russe, il parlait anglais et étudiait l'hébreu et le chinois.
Président de l'académie du Var, Jean Guillou fut « l'un des initiateurs du mémorial aux sous-mariniers disparus en mer implanté à proximité de la Tour Royale ».
L'amiral avait servi de janvier 1940 à juillet 1941 sur le sous-marin de première classe Casabianca, où il avait côtoyé le commandant l'Herminier. Soixante-dix ans plus tard, le 13 septembre 2011, il remet à l'équipage du sous-marin nucléaire d'attaque Casabianca la fourragère de la Légion d'honneur.